# Lalanahalli, Krishnarajanagara
Lalanahalli là một làng thuộc tehsil Krishnarajanagara, huyện Mysore, bang Karnataka, Ấn Độ.